# Agostino Gemelli

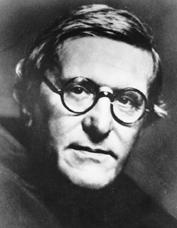
Agostino Gemelli

Agostino Gemelli OFM (* 18. Januar 1878 in Mailand als Edoardo Gemelli; † 15. Juli 1959 in Mailand) war ein italienischer Arzt und Psychologe, er gehörte dem Franziskanerorden an und war Gründer der Katholischen Universität vom Heiligen Herzen in Mailand.

## Leben

### Der Weg zum Priester

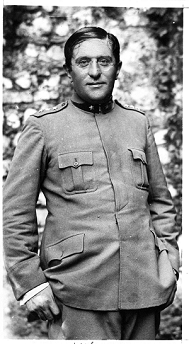
Agostino Gemelli als Feldarzt im Ersten Weltkrieg (1917)

Edoardo Gemelli wurde als Sohn einer wohlhabenden Mailänder Familie geboren. Sein Vater war Freimaurer. Er studierte Medizin an der Universität Pavia und übernahm die unter den dortigen Studenten vorherrschende positivistische, sozialistische und antiklerikale Haltung. Er engagierte sich in den gesellschaftlichen und politischen Auseinandersetzungen, die Italien nach dem Hungeraufstand in Mailand 1898 und dem daraufhin von General Fiorenzo Bava Beccaris befohlenen Massaker erschütterten. Seine mündliche Abschlussprüfung absolvierte Edoardo Gemelli beim späteren Nobelpreisträger Camillo Golgi.
Nach dem Studium leistete Gemelli seinen Militärdienst im Mailänder Krankenhaus Sant’ Ambrogio (benannt nach dem Mailänder Bischof und Kirchenlehrer Ambrosius). Im Krankenhaus kam er intensiv mit dem katholischen Glauben in Berührung. Er trat am 23. November 1903 überraschend in das Franziskanerkloster von Rezzato bei Brescia ein und erhielt den Ordensnamen Agostino. Seine zeitlichen Gelübde legte er nach dem Noviziat am 23. Dezember 1904 ab. Er studierte Philosophie Theologie in Rezzato und an Sant’Antonio di Padova in Mailand. Am 14. März 1908 wurde er zum Priester geweiht.

### Wissenschaftliche Grundlagen
1909 gründete Gemelli mit Gleichgesinnten die Zeitschrift der neoscholastischen Philosophie (Rivista di filosofia neoscolastica) und 1914 die Kulturzeitung Leben und Denken (Vita e Pensiero). Darin veröffentlichte Gemelli den Artikel Medioevalismo, in dem er darlegte, dass nur eine Rückkehr zur theozentristischen und organischen Konzeption des mittelalterlichen christlichen Glaubens die Probleme der modernen Zivilisation lösen könne. In den Jahren von 1909 bis 1912 beschäftigte sich Gemelli mit den Wunderheilungen in Lourdes; hierüber verfasste er Streitschriften und ein wissenschaftliches Buch. An der Katholischen Universität Löwen absolvierte er eine Facharztausbildung als Histologe. Danach wandte er sich der Psychologie zu. Er wirkte bei neurophysiologischen und psychologischen Experimenten mit, beispielsweise bei Oswald Külpe und Emil Kraepelin in München. Er entwickelte psychologische Theorien unter anderem für die „Psychologische Einschätzung und Auswahl von Piloten in Luftfahrzeugen“; ähnliche Studien und Ansätze folgten bald in mehreren europäischen Ländern und in den Vereinigten Staaten von Amerika.

### Erster Weltkrieg
In der Zeit des Ersten Weltkrieges leistete er Militärdienst als Feldarzt und Priester. In einem von ihm geleiteten Labor befasste er sich mit der psychologischen Belastung von Soldaten. Dort setzte er die von ihm konzipierten Eignungstests für Piloten in die Tat um.
Nach Kriegsende kehrte er in die Forschung zurück und arbeitete in verschiedenen Bereichen der Psychologie, der Neurologie, der experimentellen Psychologie, der Arbeitspsychologie und der Kriminalpsychologie. Er griff dabei auf die im Weltkrieg gewonnenen Erkenntnisse zurück.

### Ordensgründung
Zusammen mit Armida Barelli gründete er 1919 und 1928 den weiblichen und den männlichen Zweig des Säkularinstitutes der Missionare vom Königtum Christi.

### Rektor der katholischen Universität
Mit Filippo Meda gründete er am 16. April 1919 das Istituto di studi superiori Giuseppe Toniolo. Daraus entstand das Vorhaben der Errichtung einer Katholischen Universität. Bereits 1920 erteilte Bildungsminister Benedetto Croce die staatliche Genehmigung. Am 9. Februar 1921 erhielt er auch die Zustimmung Papst Benedikts XV. Am 7. Dezember desselben Jahres wurde die Katholische Universität vom Heiligen Herzen (Università Cattolica del Sacro Cuore) in Mailand eröffnet, zunächst mit zwei Fakultäten: Philosophie und Sozialwissenschaften. Gemelli wurde ihr erster Rektor. 1924 wurde er zum Präsidenten der Internationalen Föderation Katholischer Universitäten (FIUC) gewählt, von 1925 bis 1951 war er deren Generalsekretär, zeitweise zusammen mit Joseph Charles François Hubert Schrijnen (1869–1938), dem Gründungsrektor der Katholieke Universiteit Nijmegen. 
Trotz seiner Arbeitslast als Rektor und Arzt schrieb er weiterhin zahlreiche Fachbeiträge sowie Abhandlungen über den Franziskanerorden. Er setzte sich für die aktive Mitarbeit von Laien in der Mission ein – ein Anliegen, das damals in der katholischen Hierarchie keineswegs allgemein gutgeheißen wurde.
Sein großer Traum erfüllte sich erst postum. Gemelli war Mitinitiator der Poliklinik in Rom, deren Grundstein 1961 gelegt wurde und die bis zur Eröffnung 1964 zu einer Universitätsklinik herangewachsen war. Zu seinen Ehren trägt dieses Universitätskrankenhaus seinen Namen: Gemelli-Klinik.

## Ehrungen
Im Jahr 1937 wurde er zum Mitglied der Leopoldina gewählt. Im gleichen Jahr übernahm er den Vorsitz der Päpstlichen Akademie der Wissenschaften, den er bis zu seinem Tod ausübte.